# مبور
مبور (به لاتین: M'bour Department) یک منطقهٔ مسکونی در سنگال است که در منطقه تی‌یس واقع شده‌است. مبور ۱٬۶۰۷ کیلومتر مربع مساحت و ۶۶۸٬۸۷۸ نفر جمعیت دارد.